# Gudrun Gut
Gudrun Gut, pseudonimo di Gudrun Bredemann (Landa di Luneburgo, 20 maggio 1957), è una musicista, disc jockey, cantante e produttrice musicale tedesca, fondatrice dell'etichetta indipendente Monika Enterprise.

## Biografia
Si trasferisce a Berlino Ovest nel 1975, iniziando a studiare arti visive tra il 1978 e il 1984. Inizialmente membro del gruppo Einstürzende Neubauten, in seguito fonda Mania D, Malaria! e Matador, oltre all'etichetta Monika Enterprise. È inoltre a capo della label Moabit Musik. I suoi lavori sono spesso apprezzati dalla critica: Allmusic recensisce I Put a Record On con 4/5 stelle, scrivendo che «dal momento che Gudrun Gut è stata un'istituzione nella comunità EDM e sperimentale tedesca per oltre trent'anni – suonando con Malaria! e fondando il collettivo Ocean Club e l'etichetta Monika nel corso del tempo – è un po' sorprendente che ci sia voluto così tanto tempo prima che arrivasse il suo primo album da solista. Tuttavia, per I Put a Record On è valsa la pena aspettare.» Anche Members of the Ocean Club e Wildlife ricevono 4/5 stelle da parte di Allmusic.

## Discografia

### Album
- 1993 - Miasma (con Myra Davies)
- 1996 - Members of the Ocean Club
- 1997 - Miasma 2 (con Myra Davies)
- 2003 - Oceanclub for China
- 2004 - Members of the Ocean Club
- 2007 - I Put a Record On
- 2012 - Wildlife
- 2012 - 500m Gut Und Irmler
- 2016 - Vogelmixe - Heimatlieder Aus Deutschland
- 2017 - Instrumentals for "Sirens" (Myra Davies / Beate Bartel / Gudrun Gut)
- 2018: Moment